# Rezső Somlai
Rezső Somlai (14 ottobre 1911 – 19 ottobre 1983) è stato un allenatore di calcio e calciatore ungherese, di ruolo centrocampista.

## Palmarès

### Giocatore

#### Competizioni nazionali
- Campionato ungherese: 1

Ferencvaros: 1931-1932

### Allenatore

#### Competizioni nazionali
- Campionato bulgaro: 1

Levski Sofia: 1948-1949
- Coppa di Bulgaria: 1

Levski Sofia: 1948-1949